# Arrufiac

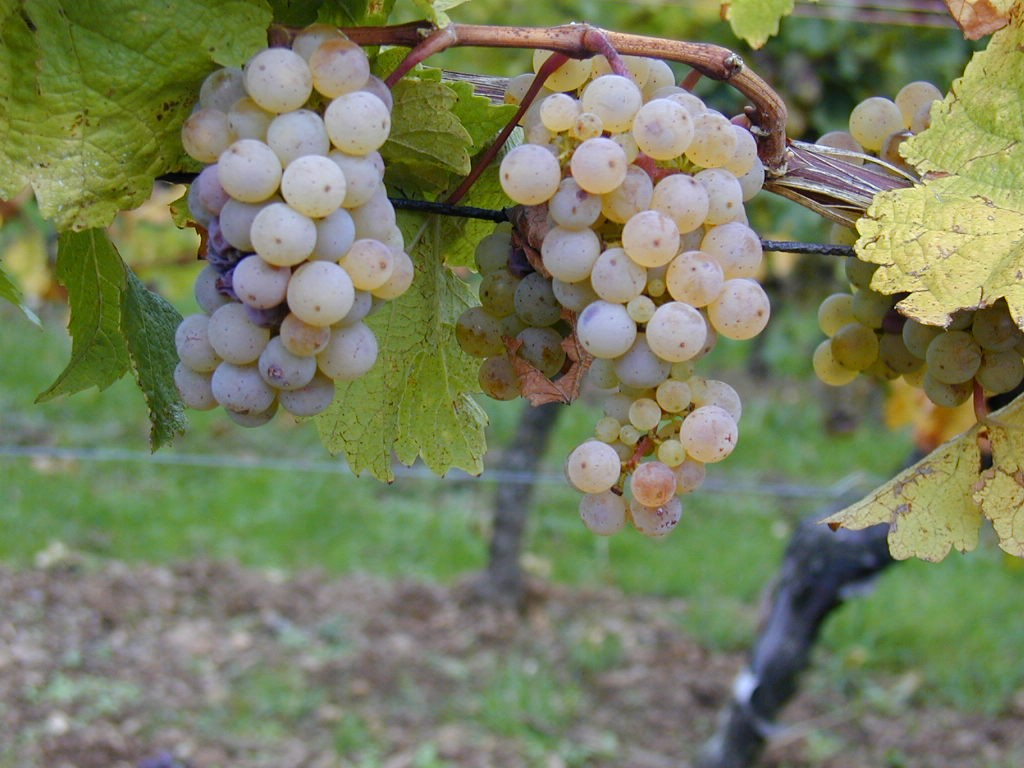
Wit druivenras

De Arrufiac is een oude Franse witte druivensoort uit het zuidwesten van dit land.

## Geschiedenis
De oorsprong van de Arrufiac ligt in de valleien van de rivier Adour, die van de Pyreneeën naar de Atlantische Oceaan stroomt. Het wordt voor het eerst beschreven in de notulen van een agrarische vergadering uit 1802 van het dorpje Flourens, wat iets ten oosten van Toulouse ligt. De naam is vermoedelijk afkomstig van het woord arrufe wat in het dialect van de streek Gascogne trots betekent. Recent DNA-onderzoek heeft uitgewezen dat er een nauw verband bestaat met de druivensoort Petit Verdot.

## Kenmerken
De trossen zijn groot en hebben kleine druiven met een dikke schil. De groei is uitbundig, dus terugsnoeien  is het devies om de benodigde kwaliteit te krijgen. Deze soort is gevoelig voor meeldauw. De druif wordt laat geoogst, dat wil zeggen eind september tot begin oktober.

## Gebieden
Dit ras wordt voornamelijk verbouwd in Pacherenc in zuidwest Frankrijk, waar het ook regelmatig gebruikt wordt in een blend met de druivensoorten Courbu Blanc, Petit Courbu, Petit-Manseng en Gros-Manseng. Ook in het iets noordelijker Côtes de Saint-Mont komt het op iets kleinere schaal voor. In de tachtiger jaren van de vorige eeuw werd deze druivensoort van de ondergang gered en nu is in totaal ruim 200 hectare weer beplant.

## Synoniemen[1]
- Ambre
- Arafiat
- Arrefiac
- Arrefiat
- Arrufiat
- Arufiat
- Bouisselet (in Pacherenc)
- Raffiac

- Raffiat
- Refiat
- Rouffiac Femelle
- Ruffiac
- Ruffiac Blanc
- Rufiat
- Zurizerratia (in Baskenland)